# American Soccer League
De American Soccer League is een voormalige Amerikaanse voetbalcompetitie opgericht in 1921. De competitie heeft in drie tijdslijnen bestaan: eerst van 1921 tot 1932, 1933 tot 1983 en daarna vanaf 1988 tot 1989.

## Geschiedenis
De eerste competitie ging van start in 1921 door het samengaan de National Association Football League en Southern New England Soccer League. Mede door de grote depressie van 1929 in de Verenigde Staten is de competitie in 1933 financieel omgevallen. In de herfst van 1933 heeft de competitie een doorstart gemaakt met kleinere budgetten en minder teams. Door het komen en gaan van teams aan het einde van elk seizoen is de competitie in 1983 stopgezet.
In 1988 heeft een nieuwe competitie opnieuw de naam American Soccer League gekregen. Deze competitie speelde zich vooral af aan de oostkust. Na twee seizoenen is de competitie samengegaan met de Western Soccer Alliance tot American Professional Soccer League.

## ASL I

### Kampioenen
| Seizoen | Winnaar                     | Runner-up           | Topscorer                    |
| ------- | --------------------------- | ------------------- | ---------------------------- |
| 1921/22 | Philadelphia Field Club (1) | New York Field Club | Harold Brittan               |
| 1922/23 | J&P Coats (1)               | Bethlehem Steel FC  | Daniel McNiven               |
| 1923/24 | Fall River F.C. (1)         | Bethlehem Steel FC  | Archie Stark                 |
| 1924/25 | Fall River F.C. (2)         | Bethlehem Steel FC  | Archie Stark                 |
| 1925/26 | Fall River F.C. (3)         | New Bedford Whalers | Andy Stevens                 |
| 1926/27 | Bethlehem Steel FC (1)      | Boston Soccer Club  | Davey Brown                  |
| 1927/28 | Boston Soccer Club (1)      | New Bedford Whalers | Andy Stevens                 |
| 1928/29 | Fall River F.C. (4)         | Brooklyn Wanderers  | Werner Nilsen János Nehadoma |
| 1929    | Fall River F.C. (5)         | Providence FC       | Bill Paterson                |
| 1930    | Fall River F.C. (6)         | New Bedford Whalers | John Nelson                  |
| 1930    | Fall River F.C. (7)         | New Bedford Whalers | Jerry Best                   |
| 1931    | New York Giants             | Brooklyn Wanderers  | Bob McIntyre                 |
| 1931    | New Bedford Whalers         | New York Giants     | Bert Patenaude               |
| 1932    | New Bedford Whalers (2)     | Hakoah All-Stars    | Niet bekend                  |
| 1932    | Fall River FC               | Brooklyn Wanderers  | Niet bekend                  |

### Deelnemende teams
| Club                      | Seizoen | Seizoen | Seizoen | Seizoen | Seizoen | Seizoen | Seizoen | Seizoen | Seizoen | Seizoen | Seizoen | Seizoen | Seizoen | Seizoen | Seizoen |
| Club                      | 1921/22 | 1922/23 | 1923/24 | 1924/25 | 1925/26 | 1926/27 | 1927/28 | 1928/29 | 1929    | 1930    | 1930    | 1931    | 1931    | 1932    | 1932    |
| ------------------------- | ------- | ------- | ------- | ------- | ------- | ------- | ------- | ------- | ------- | ------- | ------- | ------- | ------- | ------- | ------- |
| Bethlehem Steel FC        | -       | X       | X       | X       | X       | X       | X       | X       | -       | X       | -       | -       | -       | -       | -       |
| Boston Bears              | -       | -       | -       | -       | -       | -       | -       | -       | -       | -       | -       | X       | X       | X       | X       |
| Boston Soccer Club        | -       | -       | -       | X       | X       | X       | X       | X       | X       | X       | -       | -       | -       | -       | -       |
| Brooklyn Hakoah           | -       | -       | -       | -       | -       | -       | -       | -       | X       | -       | -       | -       | -       | -       | -       |
| Brooklyn Wanderers        | -       | X       | X       | X       | X       | X       | X       | X       | X       | X       | X       | X       | -       | -       | X       |
| Fall River FC (1932)      | -       | -       | -       | -       | -       | -       | -       | -       | -       | -       | -       | X       | -       | -       | X       |
| Fall River F.C.(Marksmen) | -       | X       | X       | X       | X       | X       | X       | X       | X       | X       | X       | -       | -       | -       | -       |
| Fall River United         | X       | -       | -       | -       | -       | -       | -       | -       | -       | -       | -       | -       | -       | -       | -       |
| Fleisher Yarn             | -       | -       | -       | X       | -       | -       | -       | -       | -       | -       | -       | -       | -       | -       | -       |
| Harrison FC               | -       | X       | -       | -       | -       | -       | -       | -       | -       | -       | -       | -       | -       | -       | -       |
| Harrison Soccer Club      | X       | -       | -       | -       | -       | -       | -       | -       | -       | -       | -       | -       | -       | -       | -       |
| Hakoah All-Stars          | -       | -       | -       | -       | -       | -       | -       | -       | -       | X       | X       | X       | X       | X       | X       |
| Hartford Americans        | -       | -       | -       | -       | -       | -       | X       | -       | -       | -       | -       | -       | -       | -       | -       |
| Holyoke Falcos            | X       | -       | -       | -       | -       | -       | -       | -       | -       | -       | -       | -       | -       | -       | -       |
| Indiana Flooring          | -       | -       | -       | X       | X       | X       | -       | -       | -       | -       | -       | -       | -       | -       | -       |
| Jersey City               | -       | -       | -       | -       | -       | -       | -       | X       | -       | -       | -       | -       | -       | -       | -       |
| Jersey City Celtics       | X       | -       | -       | -       | -       | -       | -       | -       | -       | -       | -       | -       | -       | -       | -       |
| Paterson F.C.             | -       | X       | -       | -       | -       | -       | -       | -       | -       | -       | -       | -       | -       | -       | -       |
| J. & P. Coats             | X       | X       | X       | X       | X       | X       | X       | X       | -       | -       | -       | -       | -       | -       | -       |
| Newark Americans          | -       | -       | -       | -       | -       | -       | -       | -       | -       | -       | X       | X       | X       | X       | -       |
| Newark Skeeters           | -       | -       | X       | X       | X       | X       | X       | X       | -       | -       | -       | -       | -       | -       | -       |
| New Bedford Whalers       | -       | -       | -       | X       | X       | X       | X       | X       | X       | X       | X       | X       | X       | X       | X       |
| New York Americans        | -       | -       | -       | -       | -       | -       | -       | -       | -       | -       | -       | -       | X       | X       | X       |
| New York Field Club       | X       | X       | X       | -       | -       | -       | -       | -       | -       | -       | -       | -       | -       | -       | X       |
| New York Giants           | -       | -       | X       | X       | X       | X       | X       | X       | X       | X       | X       | X       | X       | X       | -       |
| New York Nationals        | -       | -       | -       | -       | -       | -       | X       | X       | X       | X       | -       | -       | -       | -       | -       |
| New York Soccer Club      | -       | -       | -       | -       | -       | -       | -       | -       | -       | -       | X       | -       | -       | -       | -       |
| New York Yankees          | -       | -       | -       | -       | -       | -       | -       | -       | -       | -       | -       | X       | -       | -       | -       |
| Pawtucket Rangers         | -       | -       | -       | -       | -       | -       | -       | X       | X       | X       | X       | X       | X       | X       | X       |
| Philadelphia Celtic       | -       | -       | -       | -       | -       | -       | X       | -       | -       | -       | -       | -       | -       | -       | -       |
| Philadelphia Field Club   | X       | X       | X       | X       | X       | X       | -       | X       | X       | -       | -       | -       | -       | -       | -       |
| Providence FC             | -       | -       | -       | X       | X       | X       | X       | X       | X       | X       | X       | -       | -       | -       | -       |
| Queens Bohemians          | -       | -       | -       | -       | -       | -       | -       | -       | -       | -       | -       | -       | -       | -       | X       |
| Shawsheen Indians         | -       | -       | -       | -       | X       | -       | -       | -       | -       | -       | -       | -       | -       | -       | -       |
| Springfield Babes         | -       | -       | -       | -       | -       | X       | -       | -       | -       | -       | -       | -       | -       | -       | -       |
| Todd Shipyards FC         | X       | -       | -       | -       | -       | -       | -       | -       | -       | -       | -       | -       | -       | -       | -       |
| Aantal teams              | 8       | 8       | 8       | 12      | 12      | 12      | 12      | 11      | 9       | 11      | 9       | 9       | 7       | 7       | 9       |

## ASL II

### Kampioenen
| Seizoen | Winnaar                               | Runner-up                     | Topscorer                     |
| ------- | ------------------------------------- | ----------------------------- | ----------------------------- |
| 1933/34 | Kearny Irish (1)                      | New York Americans            | Archie Stark Henry Carroll    |
| 1934/35 | Philadelphia German-Americans (1)     | New York Americans            | Millard Lang                  |
| 1935/36 | New York Americans (1)                | Baltimore Canton              | Alex Rae                      |
| 1936/37 | Kearny Scots (1)                      | Brooklyn Hispano              | Charlie Ernst                 |
| 1937/38 | Kearny Scots (2)                      | Brooklyn St. Mary's Celtic    | Fabri Salcedo                 |
| 1938/39 | Kearny Scots (3)                      | Philadelphia German-Americans | Bert Patenaude                |
| 1939/40 | Kearny Scots (4)                      | Baltimore SC                  | Charlie Ernst                 |
| 1940/41 | Kearny Scots (5)                      | Philadelphia German-American  | Fabri Salcedo                 |
| 1941/42 | Philadelphia Americans (2)            | Brookhattan                   | John Nanoski                  |
| 1942/43 | Brooklyn Hispano (1)                  | Brookhattan                   | Chappie Sheppell              |
| 1943/44 | Philadelphia Americans (3)            | Brooklyn Wanderers            | Tommy Marshall                |
| 1944/45 | Brookhattan (1)                       | Philadelphia Americans        | John Nanoski                  |
| 1945/46 | Baltimore Americans (1)               | Brooklyn Hispano              | Fabri Salcedo                 |
| 1946/47 | Philadelphia Americans (4)            | Brooklyn Wanderers            | Bill Fisher                   |
| 1947/48 | Philadelphia Americans (5)            | Kearny Scots                  | Nicholas Kropfelder           |
| 1948/49 | Philadelphia Nationals (1)            | New York Americans            | Piro Villanon                 |
| 1949/50 | Philadelphia Nationals (2)            | Kearny Celtic                 | Joe Gaetjens                  |
| 1950/51 | Philadelphia Nationals (3)            | Kearny Celtic                 | Nicholas Kropfelder           |
| 1951/52 | Philadelphia Americans (6)            | Kearny Scots                  | Dick Roberts                  |
| 1952/53 | Philadelphia Nationals (4)            | Newark Portuguese             | Piro Villanon                 |
| 1953/54 | New York Americans (2)                | Brookhattan                   | Jack Calder                   |
| 1954/55 | Uhrik Truckers (7)                    | Brooklyn Hispano              | Jack Ferris                   |
| 1955/56 | Uhrik Truckers (8)                    | Elizabeth Falcons             | Gene Grabowski                |
| 1956/57 | New York Hakoah-Americans (1)         | Uhrik Truckers                | George Brown                  |
| 1957/58 | New York Hakoah-Americans (2)         | Ukrainian Nationals           | Lloyd Monsen                  |
| 1958/59 | New York Hakoah-Americans (3)         | Ukrainian Nationals           | Pasquale Pepe                 |
| 1959/60 | Colombo (1)                           | New York Hakoah               | Mike Noha                     |
| 1960/61 | Ukrainian Nationals (1)               | Falcons SC                    | Herman Niss                   |
| 1961/62 | Ukrainian Nationals (2)               | Inter-Brooklyn Italians       | Peter Millar                  |
| 1962/63 | Ukrainian Nationals (3)               | Inter SC                      | Ismael Ferreyra               |
| 1963/64 | Ukrainian Nationals (4)               | Boston Metros                 | Walter Chyzowych              |
| 1964/65 | Hartford SC (1)                       | Newark Portuguese             | Herculiano Riguerdo           |
| 1965/66 | Roma SC (1)                           | Newark Ukrainian Sitch        | Walter Chyzowych              |
| 1966/67 | Baltimore St. Gerards (1)             | Newark Ukrainian Sitch        | Jorge Benitez                 |
| 1967/68 | Ukrainian Nationals (5)               | New York Inter                | Ivan Paleto                   |
| 1968    | Washington Darts (1)                  | Rochester Lancers             | Gerry Brown                   |
| 1969    | Washington Darts (2)                  | Syracuse Scorpions            | Jim Lefkos                    |
| 1970    | Philadelphia Ukrainians (6)           | Philadelphia Spartans         | Juan Paletta Wilberforce Mfum |
| 1971    | New York Greeks (1)                   | Boston Astros                 | Charles Duccilli              |
| 1972    | Cincinnati Comets (1)                 | New York Greeks               | Charles Duccilli              |
| 1973    | New York Apollo (1)                   | Cincinnati Comets             | Eddy Roberts                  |
| 1974    | Rhode Island Oceaneers (1)            | New York Apollo               | Ringo Cantillo                |
| 1975    | New York Apollo (2) Boston Astros (1) | Twee kampioenen               | José Neto                     |
| 1976    | Los Angeles Skyhawks (1)              | New York Apollo               | Jimmy Hinch                   |
| 1977    | New Jersey Americans (1)              | Sacramento Spirits            | José Neto                     |
| 1978    | New York Apollo (3)                   | Los Angeles Skyhawks          | Jimmy Rolland                 |
| 1979    | Sacramento Gold (1)                   | Columbus Magic                | Ian Filby                     |
| 1980    | Pennsylvania Stoners (1)              | Sacramento Gold               | Mal Roche                     |
| 1981    | Carolina Lightnin' (1)                | New York United               | Billy Boljevic                |
| 1982    | Detroit Express (1)                   | Oklahoma City Slickers        | Brian Tinnion                 |
| 1983    | Jacksonville Tea Men (1)              | Pennsylvania Stoners          | Jeff Bourne                   |

### Deelnemende teams
| Team                       | Periode                | Bijzonderheid |
| -------------------------- | ---------------------- | --- |
| Allentown                  | 1938-1940              | Als Allentown in het seizoen 1939/40 |
| Baltimore Americans        | 1934-1949              | Als Baltimore Canton in het seizoen 1934-1936 Als Baltimore S.C. in het seizoen 1936-1942 |
| Baltimore Americans        | 1938-1942              | Als Baltimore German in het seizoen 1938/39 |
| Baltimore SC               | 1943-1948              | |
| Baltimore Pompei           | 1953-1961              | Als Baltimore Rockets in het seizoen 1954-1957 |
| Baltimore Flyers           | 1966-1968              | Als Baltimore St. Gerards in het seizoen 1966/67 |
| Baltimore Bays             | 1972-1973              | Als Baltimore Stars in het seizoen 1972 |
| Boca Juniors               | 1961-1964              | Als Inter-Brooklyn Italians in het seizoen 1961/62 Als Inter S.C. in het seizoen 1962/63 |
| Boston Tigers              | 1963/64 en 1965-1968   | Als Boston Metros in het seizoen 1963/64 |
| Brooklyn F.C.              | 1938-1940              | Na 12 wedstrijden heeft de club zich teruggetrokken |
| Brooklyn Hispano           | 1933-1956              | Als Brooklyn Giants in het seizoen 1942/43 |
| Brooklyn St. Mary's Celtic | 1933-1942              | Als Brooklyn Celtic in het seizoen 1933-1935 |
| Brooklyn Wanderers         | 1942-1949              | Speelde 1 wedstrijd in het seizoen 1948/49 |
| Brooklyn Hakoah            | 1948-1956              | |
| Brooklyn Italians          | 1956-1961              | |
| California Sunshine        | 1977-1980              | |
| Carolina Lightnin'         | 1981-1983              | |
| Chicago Americans          | 1972                   | |
| Chicago Cats               | 1975-1976              | |
| Cincinnati Comets          | 1972-1975              | |
| Colombo                    | 1959/60                | |
| Columbus Magic             | 1979/80                | |
| Connecticut Yankees        | 1972-1978              | Als Nor'East United in het seizoen 1972 Als Connecticut Wildcats in het seizoen 1973/74 |
| Dallas Americans           | 1983                   | |
| Delaware Wings             | 1972-1974              | |
| Detroit Mustangs           | 1972-1973              | Als Detroit S.C. in het seizoen 1972 |
| Detroit Express            | 1981-1983              | |
| Fall River SC              | 1957-1963              | |
| Galicia-Honduras           | 1933-1962              | Als New York Brookhattan in het seizoen 1933-1938 Als Brookhattan in het seizoen 1938-1957 Als Brookhattan-Galicia in het seizoen 1957-1959 Als Galicia S.C. in het seizoen 1958-1961 Als Galicia-Honduras in het seizoen 1960-1961 |
| Georgia Generals           | 1982                   | Als Cleveland Stars in het seizoen 1972/73 Als Cleveland Cobras in het seizoen 1974-1981 |
| Golden Gate Gales          | 1980                   | |
| Hartford SC                | 1964-1968              | Als Hartford Kings in het seizoen 1966/67 en 1968 |
| Indiana Tigers             | 1973-1974              | Als Gary Tigers in het seizoen 1973 |
| Indianapolis Daredevils    | 1974-1979              | Als Rhode Island Oceaneers in het seizoen 1974-1976 Als New England Oceaneers in het seizoen 1977 |
| Inter SC                   | 1960/61                | Samengegaan met Brooklyn Italians tot Inter-Brooklyn Italians aan het eind van het seizoen |
| Jacksonville Tea Men       | 1983                   | |
| Kearny Celtic              | 1933-1951              | Als Kearny Irish in het seizoen 1933/42 |
| Kearny Scots               | 1933-1953              | Officieel als Kearny Americans in het seizoen 1941-1953 |
| Las Vegas Seagulls         | 1979                   | |
| Los Angeles Skyhawks       | 1976-1979              | |
| Ludlow Lusitano            | 1955-1958              | Als Ludlow S.C. in het seizoen 1956/57 |
| Miami Americans            | 1976-1980              | Als New Jersey Americans in het seizoen 1976-1979 |
| Nashville Diamonds         | 1982                   | |
| Newark Portuguese          | 1951-1963 en 1964-1968 | |
| Newark Falcons             | 1954-1967              | Als Elizabeth Falcons in het seizoen 1954-1959 Als Falcons S.C. in het seizoen 1959-1962 Als Falcons-Warsaw in het seizoen 1962-1964                                                                                                |
| Newark Sitch               | 1962-1964 en 1965-1970 | Als Newark Ukrainian Sitch in het seizoen 1962-1968 en |
| New Brunswick Americans    | 1963-1968              | Als New Brunswick Hungarian Americans in het seizoen 1963-1967 |
| New England Sharks         | 1981                   | |
| New Jersey Brewers         | 1972-1975              | Als New Jersey Shaefer Brewers in het seizoen 1972 |
| New York Americans         | 1933-1956              | |
| New York Hakoah-Americans  | 1956-1964              | Als New York Hakoah in het seizoen 1956/62 |
| New York Inter             | 1965-1969              | Als Inter SC in het seizoen 1965/66 |
| New York United            | 1971-1981              | Als New York Greeks in het seizoen 1971-1972 Als New York Apollo in het seizoen 1973-1979 |
| New York Eagles            | 1978-1979 en 1981      | |
| Oakland Buccaneers         | 1976                   | Later in het seizoen bekend als Golden Bay Buccaneers |
| Oklahoma City Slickers     | 1982-1983              | |
| Olimpia                    | 1965-1967              | |
| Paterson FC                | 1936-1941              | Als Newark Germans in het seizoen 1933-1937 Als Paterson Caledonian in het seizoen 1936-1938 Als Trenton Highlanders in het seizoen 1938                                                                                            |
| Pennsylvania Stoners       | 1979-1983              | |
| Philadelphia Nationals     | 1937-1954              | Als Passon Phillies in het seizoen 1936-1938 Als Philadelphia in het seizoen 1938/39 Als Philadelphia Passon in het seizoen 1939-1941                                                                                               |
| Philadelphia Ukrainians    | 1957-1958              | |
| Philadelphia Ukrainians    | 1956-1964 en 1965-1970 | Als Ukrainian Nationals in het seizoen 1956-1964 en 1965-1968 |
| Philadelphia Spartans      | 1969-1972              | |
| Pittsburgh Cannons         | 1972                   | |
| Pittsburgh Miners          | 1975                   | |
| Ponta Delgada SC           | 1951-1953              | |
| Rochester Lancers          | 1967-1969              | |
| Rochester Flash            | 1981-1982              | |
| Roma SC                    | 1964-1968              | |
| Sacramento Gold            | 1976-1980              | Als Sacramento Spirits in het seizoen 1976-1977 |
| St. Louis Mules            | 1972                   | Later in het seizoen bekend als St. Louis Frogs |
| Santa Barbara Condors      | 1977                   | |
| Southern California Lazers | 1978                   | |
| Syracuse Suns              | 1969-1971 en 1973-1974 | Als Syracuse Scorpions in het seizoen 1969/70 |
| Tacoma Tides               | 1976                   | |
| Trenton Athletics          | 1948-1951              | |
| Trenton Americans          | 1953-1955              | |
| Uhrik Truckers             | 1933-1965              | Als Philadelphia German-Americans in het seizoen 1933-1941 Als Philadelphia Americans in het seizoen 1941-1954 |
| Utah Golden Spikers        | 1976                   | Eerder in het seizoen bekend als Utah Pioneers |
| Washington Darts           | 1967-1969              | Als Washington Britannia in het seizoen 1967/68 |
| Washington Cavaliers       | 1971-1972              | Als Virginia Capitol Cavaliers in het seizoen 1971 |
| Worchester Astros          | 1967-1975              | Als Fall River Astros in het seizoen 1967-1968, 1968 Als Boston Astros in het seizoen 1968-1975 Verhuisde na het seizoen 1975 naar Worcester                                                                                        |

## ASL III
In tegenstelling tot de eerste twee edities van de American Soccer League was deze competitie niet de hoogste voetbalcompetitie in de Verenigde Staten.

### Kampioenen
| Seizoen | Winnaar                  | Runner-up                | Topscorer                     |
| ------- | ------------------------ | ------------------------ | ----------------------------- |
| 1988    | Washington Diplomats     | Fort Lauderdale Strikers | Jorge Acosta                  |
| 1989    | Fort Lauderdale Strikers | Boston Bolts             | Ricardo Alonso Mirko Castillo |

### Deelnemende teams
| Club                     | Seizoen | Seizoen |
| Club                     | 1988    | 1989    |
| ------------------------ | ------- | ------- |
| Albany Capitals          | X       | X       |
| Boston Bolts             | X       | X       |
| Fort Lauderdale Strikers | X       | X       |
| Maryland Bays            | X       | X       |
| Miami Sharks             | X       | X       |
| New Jersey Eagles        | X       | X       |
| Orlando Lions            | X       | X       |
| Tampa Bay Rowdies        | X       | X       |
| Washington Diplomats     | X       | X       |
| Washington Stars         | X       | X       |
| Aantal teams             | 10      | 10      |

ALPF (1894–95) · 
NAFBL (1895–1921) · 
ASL I (1921–33) · 
ASL II (1933–83) · 
ISL (1960-65) ·
NPSL I (1967) · 
USA (1967) · 
NASL (1968–85) · 
MISL I (1978–92) · 
NPSL II (1984–2001) · 
USL I (1984–85) · 
WSA (1985–89) · 
LSSA (1987–92) · 
ASL III (1988–89) · 
CISL (1993–97) · 
EISL (1997–98) · 
WISL (1998–2001) · 
WUSA (2001–03) · 
MISL II (2001–08) · 
XSL (2008–09) · 
USL First Division (2005–2010) · 
USL Second Division (1990–2010) · 
D2 Pro League (2010) ·
NASL (2011–17)